# Aéroport de Kerki
L'aéroport de Kerki (code IATA : KEA • code OACI : UTAE), ou autrefois aérodrome d'Atamyrat, est un aéroport international du Turkménistan. Inauguré le 23 juin 2021, il est situé sur la rive gauche du fleuve Amou-Daria, au sud de la ville de Kerki dans la province de Lebap.

## Situation
| \| 100 km1:14 016 000 \| Achgabat Daşoguz Kerki Balkanabat Garabogaz Mary Türkmenbaşy Türkmenabat |
| 100 km1:14 016 000                                                                                |

## Compagnies aériennes et destinations
| Compagnies            | Destinations |
| --------------------- | ------------ |
| Turkmenistan Airlines | ,            |